# César Gaviria

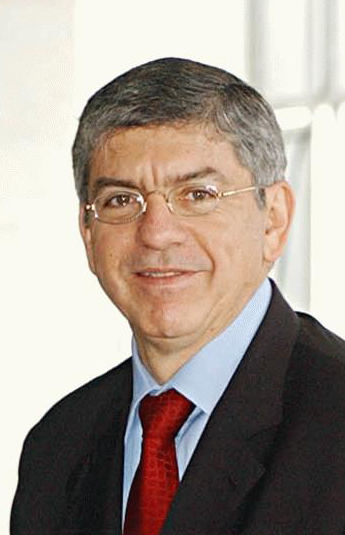
César Gaviria Trujillo

César Gaviria Trujillo (* 31. März 1947 in Pereira, Kolumbien) ist ein kolumbianischer Politiker. Er war von 1990 bis 1994 Präsident Kolumbiens und von 1994 bis 2004 Generalsekretär der Organisation amerikanischer Staaten.

## Biografisches
César Gaviria Trujillo wurde am 31. März 1947 als ältestes von sechs Kindern des Kaffeebauern Byron Trujillo und dessen Frau Mélida geboren. Nach dem Schulbesuch in seiner Geburtsstadt Pereira und im kalifornischen Fresno studierte er Wirtschaftswissenschaften an der Universidad de los Andes in Bogotá. Er beendete sein Studium als Jahrgangsbester. 1982 bis 1986 leitete er in Pereira die Tageszeitung La Tarde (spanisch: der Nachmittag / der Abend) und schrieb Artikel für die größte kolumbianische Zeitung El Tiempo. César Gaviria Trujillo ist mit Ana Milena Muñoz de Gaviria verheiratet. Am Abend des 28. April 2006 wurde seine 52-jährige Schwester Liliana Gaviria von Unbekannten überfallen und getötet. Der Überfall geschah in der Provinz Risaralda 175 Kilometer westlich von Bogotá.

## Politische Karriere
1970 begann César Gaviria Trujillo seine politische Karriere als Stadtrat in Pereira (bis 1974); gleichzeitig war er Assistent im Nationalen Planungsrat Kolumbiens (bis 1971).
Von 1974 bis 1990 saß Gaviria Trujillo für die Liberale Partei im kolumbianischen Repräsentantenhaus; 1975 bis 1976 war er zusätzlich Bürgermeister seiner Heimatstadt.

### Ministerämter und Aufstieg in der Liberalen Partei
Während der Regierungszeit Julio César Turbay Ayalas (1978 bis 1982) war Gaviria Trujillo Vizeminister für Entwicklung. 1986 wurde er zum Vorsitzenden der Liberalen Partei gewählt und zum Wahlkampfleiter des liberalen Präsidentschaftskandidaten Virgilio Barco ernannt. Nach dessen Wahlsieg wurde Gaviria Trujillo im August 1986 Finanzminister; seine wichtigsten Projekte in dieser Funktion waren die Steuer- und die Agrarreform.
1987 wurde Gaviria Trujillo zum Innenminister ernannt und bereitete ab diesem Zeitpunkt eine Reform der Verfassung von 1886 vor. Er leitete die Verhandlungen mit den Guerillakämpfern der Organisation M-19, die zu ihrer Entwaffnung am 8. März 1990 und zur Gründung einer neuen Partei des gleichen Namens führten.
Außerdem ernannte Barco César Gaviria zu seinem Vertreter.
Im Februar 1989 trat Gaviria von seinem Ministerposten zurück, um den Wahlkampf des liberalen Präsidentschaftskandidaten Luis Carlos Galán zu leiten. Nach der Ermordung des populären Politikers, der gegen Korruption und Drogenhandel ankämpfen wollte, am 18. August 1989, trat Gaviria, der ebenfalls dem linken Flügel der Partei zuzurechnen ist, seine Nachfolge an.

## Präsidentschaft
Bei den Präsidentschaftswahlen am 7. August 1990 setzte sich Gaviria Trujillo mit 47,8 % der Stimmen gegen die konservativen Kandidaten Àlvaro Gómez Hurtado und Rodrigo Lloreda Caicedo sowie gegen Antonio Navarro Wolff von der neu gegründeten Partei Alianza Democrática M-19 durch. Zwei weitere linksgerichtete Kandidaten, Carlos Pizarro León-Gómez und Bernardo Jaramillo Ossa, waren während des Wahlkampfes ermordet worden.
Während der Regierung Gavirias wurde die derzeit geltende kolumbianische Verfassung von 1991 verabschiedet, an deren Ausarbeitung erstmals ehemalige Guerillakämpfer sowie Vertreter der ethnischen Minderheiten (Indígenas, Afrokolumbianer) beteiligt waren. Außerdem verschrieb sich die Regierung Gavirias dem Kampf gegen den Drogenhandel und -anbau, gegen paramilitärische Gruppierungen und gegen die Guerillaorganisationen FARC und ELN.
Nach Verhandlungen mit der Regierung stellte sich am 19. Juni 1991 der „Drogenzar“ Pablo Escobar den kolumbianischen Behörden. Die Regierung Gaviria geriet in eine Glaubwürdigkeitskrise, als es Escobar im Juli 1992 gelang, aus seiner Gefängniszelle zu fliehen. Zusätzlich deckte die kolumbianische Presse die luxuriösen Bedingungen, unter denen Escobar seine Haft verbrachte, auf. Im Dezember 1993 wurde Escobar in Medellín von Polizisten erschossen.
Die Regierung Gaviria setzte auf Grundlage der neuen Verfassung Reformen der sozialen Sicherung und des Arbeitsmarktes durch; außerdem versuchte Gaviria, die hohe Inflation zu stoppen, um die kolumbianische Wirtschaft zu stärken. Um das Problem der Unterversorgung mit Strom zu lösen, führte Gaviria Trujillo für eineinhalb Jahre den sogenannten apagón ein, eine zeitliche Beschränkung der Verfügbarkeit elektrischen Stroms.

## Organisation Amerikanischer Staaten
Bereits vor Ende seiner Präsidentschaft im August 1994 wurde Gaviria Trujillo am 27. März 1994 mit 20:14 Stimmen zum Generalsekretär der Organisation Amerikanischer Staaten gewählt, 1999 wurde er für eine zweite Periode in diesem Amt bestätigt. 2002 und 2003 vermittelte er während der politischen Krise in Venezuela zwischen der Regierung Chávez und der Opposition.
Nach Ende seiner zweiten Amtszeit im Jahr 2004 gründete Gaviria Trujillo in New York das Unternehmen Hemispheric Partners, eine Beratungsfirma für in Lateinamerika tätige Unternehmen.

## Rückkehr nach Kolumbien
Seit 2004 verstärkte Gaviria Trujillo seine Aktivitäten in der Liberalen Partei Kolumbiens. Im Juni 2005 wurde er zum Parteichef gewählt; er erklärte es zu seinem Ziel, die zerstrittene Partei bis zu den Präsidentschaftswahlen von 2006 zu einen.
Im Vorfeld der Abstimmung des kolumbianischen Volkes zum Friedensabkommen in Havanna am 2. Oktober 2016, übernahm César Gaviria die Leitung der öffentlichen Kampagne für die Zustimmung zum Friedensvertrag (La campaña por el „Si“).

## Sonstiges
Gaviria Trujillo ist Mitglied im „Club de Madrid“. In der TV-Serie Escobar, el Patrón del Mal wird Gaviria vom kolumbianischen Schauspieler Fabian Mendoza gespielt. In der Fernsehserie Narcos übernahm der mexikanische Schauspieler Raúl Méndez die Rolle von Gaviria.